# بسكوسانسونسكو
بسكوسانسونسكو (بالإيطالية: Pescosansonesco)‏ هي بلدية في مقاطعة بسكارا في إقليم أبروتسو الإيطالي.

## السكان
في سنة 1861 بلغ عدد السكان 1٬513 نسمة، وتطور العدد ليصل في سنة 2018 لـ 486 نسمة.
يظهر هذا المخطط البياني تطور النمو السكاني لـ بسكوسانسونسكو